# إريك تساندر (لاعب هوكي الحقل)
إريك تساندر (بالألمانية: Erich Zander)‏ هو لاعب هوكي الحقل ألماني، ولد في 11 أبريل 1905 في برلين في ألمانيا، وتوفي في 15 أبريل 1991.

## وصلات خارجية
- إريك تساندر على موقع اللجنة الأولمبية الدولية (الإنجليزية)
- إريك تساندر على موقع أوليمبيديا (الإنجليزية)